# Spießwald-Streitwiese
Das Naturschutzgebiet Spießwald-Streitwiese liegt auf dem Gebiet des Landkreises Kaiserslautern in Rheinland-Pfalz.
Das 24,22 ha große Gebiet, das mit Verordnung vom 13. April 1987 unter Naturschutz gestellt wurde, erstreckt sich südlich von Buchholz und nordwestlich von Bruchmühlbach, beide Ortsteile der Ortsgemeinde Bruchmühlbach-Miesau. Es liegt direkt an der am nördlichen Rand vorbeiführenden A 6 und direkt an der am westlichen Rand vorbeiführenden Landesstraße L 358. Südlich verläuft die L 395. Der Glan fließt weitgehend am südlichen und östlichen Rand des Gebietes.